# Chimonobambusa opienensis
Chimonobambusa opienensis là một loài thực vật có hoa trong họ Hòa thảo. Loài này được (Keng) T.H.Wen & Ohrnb. mô tả khoa học đầu tiên năm 1990.